# William Sturgis Bigelow

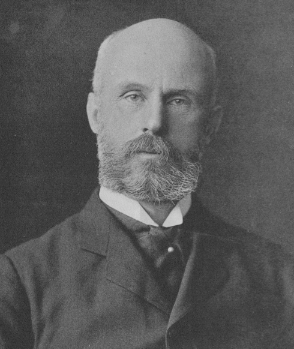
William Sturgis Bigelow

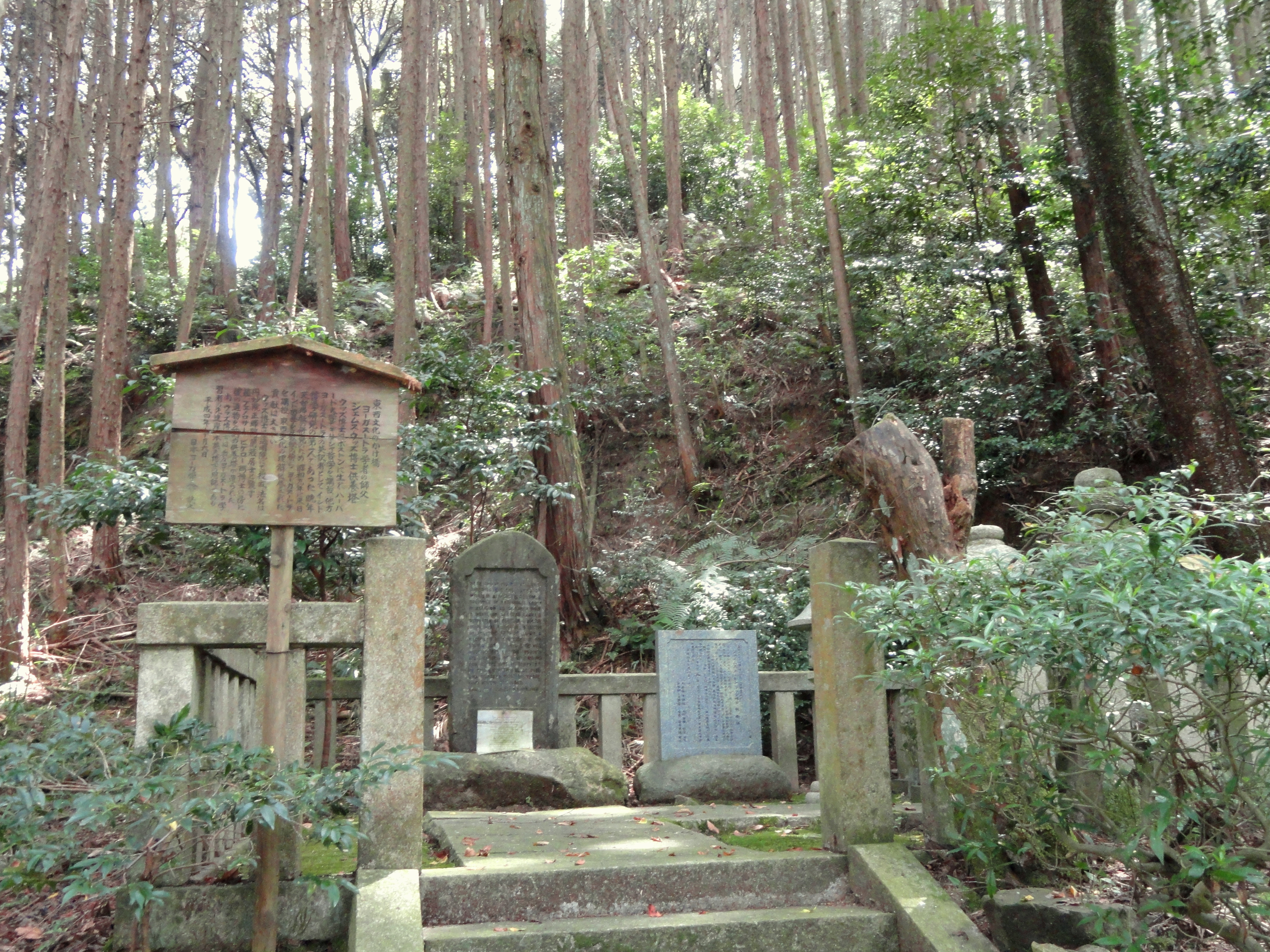
Das Grab am Hōmyō-in

William Sturgis Bigelow (geboren 4. April 1850 in Boston (USA); gestorben 6. Oktober 1926) war ein amerikanischer Arzt und Sammler japanischer Kunst.

## Leben und Werk

### Die frühen Jahre
William Sturgis Bigelow wurde als Sohn einer prominenten Bostoner Arztfamilie geboren. Er machte 1871 seinen Abschluss am Harvard College und 1874 am Harvard Medical College. Danach war er Lehrbeauftragter an dem Medical College und Chirurg am General Hospital Massachusetts.

### Japan
Bigelow gab später die Medizin auf und begleitete 1882 Edward S. Morse auf dessen dritter Reise nach Japan. Bigelow fühlte sich in dem Land wohl und residierte in Tōkyō und in Nikkō. Bigelow blieb sieben Jahre in Japan und reiste mit Morse und Ernest Francisco Fenollosa, begleitet von Okakura Kakuzō als Dolmetscher, in Teile des Landes, die für andere Ausländer verboten waren. Die Gruppe besuchte das Shōsō-in des Tōdai-ji, um Schätze von Kaiser Shōmu zu besichtigen. Sie erhielt einige Keramikscherben, die einzigen Gegenstände des Shōsō-in, von denen bekannt ist, dass sie sich außerhalb des Schatzhauses befinden.
Unter den vielen anderen Gegenständen, die Bigelow während seiner Zeit in Japan sammelte, befanden sich eine Reihe vergoldeter Bronzestatuen des Hōryū-ji und ein Mandala aus dem Hokke-dō des Tōdai-ji, einem der ältesten japanischen Gemälde, das Japan jemals verlassen hat. Morse sammelte alte Keramik, Bigelow sammelte Rüstungen und Fenollosa sammelte, oft mit Bigelows finanzieller Hilfe, Gemälde. Während seiner Zeit in Japan unterstützte er Okakura bei dessen Bemühen, eine private Kunstakademie unter dem Namen Nihon Bijutsuin zu errichten. 

### Zurück in den USA
Nach seiner Rückkehr nach Boston im Jahr 1889 widmete Bigelow einen Großteil seiner Zeit dem Studium der Kunst und asiatischer Religionen. Er lud auch oft College-Freunde wie Henry Cabot Lodge, Brooks und Henry Adams sowie Theodore Roosevelt ein, die Bigelows Zuhause regelmäßig zum gesellschaftlichen Zentrum von Boston machten. Er stiftete dem Museum of Fine Arts in Boston ungefähr 75.000 Objekte japanischer Kunst. Seine Sammlung bildete, zusammen mit denen von Morse und Fenollosa (letztere wurde von Charles Goddard Weld bezahlt), Okakura und einigen anderen, den Grundstock für die neu gegründete Abteilung für Kunst Asiens im Museum und zur größten Sammlung japanischer Kunst außerhalb Japans.
Bigelow wurde 1911 zum Fellow der American Academy of Arts and Sciences gewählt. Er wurde aktiver Treuhänder des Museum of Fine Arts und fuhr fort, Gemälde zu sammeln. Er beriet auch Isabella Stewart Gardner, die Begründerin des Isabella Stewart Gardner Museums.
Bigelow hatte verfügt, dass die Hälfte seiner Asche in seiner Heimat, die andere Hälfte am Mii-dera bestattet werden sollte. Das Grab befindet sich am Hōmyō-in, einem Nebentempel des Mii-dera, und zwar neben dem seines Freundes Fenollosa.